# Docudrama
Un docudrama és un gènere difós en cinema, ràdio i televisió que tracta, amb tècniques dramàtiques, fets reals propis del gènere documental. En televisió, el docudrama té el seu origen en els programes de telerealitat, però a causa de la seva evolució es distingeixen tres categories:
- Docudrama pur o "docushow", en què es presenta la realitat tal com passa en el moment, però sota una estructura d'història dramàtica, per exemple, els programes que mostren el treball en una sala d'emergències d'un hospital.
- Docudrama parcialment pur, en aquest els protagonistes recreen les seves històries.
- Docudrama ficcionat, en què, a partir d'una història real, generalment de caràcter tràgic (assassinats, violacions, accidents, casos paranormals, etc.) Es representa per mitjà d'actors.